# Microhoria obuncatus
Microhoria obuncatus is een keversoort uit de familie snoerhalskevers (Anthicidae). De wetenschappelijke naam van de soort is voor het eerst geldig gepubliceerd in 1949 door Normand.